# 韋爾斯角
54°0′S 37°34′W / 54.000°S 37.567°W
韋爾斯角（英語：Wales Head）是南極洲的海岬，位於南喬治亞群島，處於克雷吉角以東4.6公里，由英國南極名稱諮詢委員會命名，由英國海外領土管轄。